# 3286 Anatoliya
A 3286 Anatoliya (ideiglenes jelöléssel 1980 BV) a Naprendszer kisbolygóövében található aszteroida. Ljudmila Georgijevna Karacskina fedezte fel 1980. január 23-án.